# Обогащение руд (журнал)
Обогащение руд — журнал в области обогатительных процессов и технологической минералогии. В журнале публикуются статьи о направлениях развития обогатительной науки и практики как в России, так и за рубежом.

## История
Научно-технический бюллетень «Обогащение руд» был учрежден в 1956 году.
Институт «Механобр», первый в стране комплексный институт по обогащению полезных ископаемых, многие годы являвшийся головной организацией по этой проблеме в цветной металлургии, нуждался в периодическом издании для популяризации новых разработок в области техники и технологии обогащения, проектирования горно-обогатительных предприятий. Первая попытка создать такой орган была предпринята институтом «Механобр» ещё в 1931 году. К сожалению, журнал «Горно-обогатительное дело» просуществовал лишь до начала 1933 года.
Новое издание — «Обогащение руд» — оказалось гораздо более успешным. Формально являясь отраслевым органом Всесоюзного научно-исследовательского и проектного института «Механобр» и ЦНИИцветмет экономики и информации, на деле бюллетень объединил специалистов, занимающихся вопросами обогащения самых различных видов минерально-сырьевых ресурсов, включая руды цветных и черных металлов, неметаллических ископаемых, позднее и техногенных материалов.
Все вновь появлявшиеся перспективные направления обогатительной науки и практики обсуждались на его страницах. В числе опубликованных материалов — статьи по исследованию вещественного состава руд, популяризации прогрессивной технологии коллективной флотации, разработке бесцианидных методов разделения концентратов, созданию комбинированных технологий, поиску эффективных реагентов, развитию экологически чистых методов радиометрической, магнитной и электрической сепарации, гравитационного разделения. В бюллетене постоянно публиковались статьи, в которых освещались новые направления научных исследований и опытно-конструкторских работ в области создания и совершенствования различных видов обогатительного оборудования.
Наряду со статьями практической направленности, в бюллетене опубликовано много статей теоретического характера по изучению процессов рудоподготовки, обогащения и окускования.
В 1992 году бюллетень «Обогащение руд» был преобразован в журнал.
В 1990-е годы в деятельности журнала произошли изменения организационного характера. С 1997 года его издателем стал Издательский дом «Руда и металлы». Расширился состав учредителей.
В последние годы, наряду с устоявшимися рубриками: рудоподготовка, технология обогащения, обогатительные процессы, методы анализа в процессах обогащения, технологическая минералогия, оборудование, проектирование, АСУ, появились и развиваются новые — сырьевая база, экономика, маркетинг, природоохранные технологии, переработка вторичного сырья и ряд других.

## Журнал «Обогащение руд» сегодня
Журнал не оставляет без внимания ни одного значительного форума специалистов-обогатителей. Публикует информацию о международных конгрессах, в том числе конгрессах обогатителей стран СНГ, Плаксинских чтениях и статьи по материалам наиболее интересных докладов, представленных на этих встречах.
Публикации журнала «Обогащение руд» охватывают самые различные виды минерально-сырьевых ресурсов: руды цветных и черных металлов, неметаллические полезные ископаемые, техногенные материалы. Освещается весь спектр применяемых для их переработки процессов и технологий: дробление, измельчение, классификация, сепарация с использованием гравитационных, электростатических, магнитных, радиометрических и других методов, флотация, пиро- и гидрометаллургия, агломерация, фильтрация, сгущение и т. д. Публикуются материалы о разработке новых образцов дробильно-размольного и обогатительного оборудования. Специальные разделы посвящены применению современных методов анализа руд и продуктов обогащения, задачам и средствам технологической минералогии. Рассматриваются вопросы разработки автоматических систем управления обогатительным производством, проектирования горно-обогатительных предприятий — от крупных комплексов до передвижных модульных установок. Особое внимание уделяется природоохранным мероприятиям, хранению и утилизации отходов, рекультивации земель. Прикладные исследования дополняются перспективными разработками фундаментальной науки.
В журнале «Обогащение руд» приводится информация о российских и международных форумах специалистов-обогатителей, научных учреждениях и промышленных предприятиях, работающих в сфере обогащения полезных ископаемых, персоналии известных учёных и специалистов.
Учредителями журнала являются:
- ЗАО «Механобр инжиниринг»
- ОАО "Научно-производственная корпорация «Механобр-техника»
- ОАО "Производственное объединение «Усольмаш»
- Национальный исследовательский технологический университет «Московский институт стали и сплавов»,
- ЗАО "Издательский дом «Руда и Металлы»

Журнал «Обогащение руд» издается при участии Государственного Эрмитажа.
Журнал по решению ВАК Министерства образования и науки РФ включен в «Перечень ведущих рецензируемых научных журналов и изданий, в которых должны быть опубликованы основные научные результаты диссертаций на соискание учёной степени доктора и кандидата наук» по разработке месторождений твердых полезных ископаемых.

## Тематические разделы журнала
- Рудоподготовка;
- Технология обогащения;
- Обогатительные процессы;
- Технологическая минералогия;
- Методы анализа в процессах обогащения;
- Оборудование;
- Природоохранные техника и технология;
- Автоматизированные системы управления;
- Из опыта предприятия;
- Зарубежный опыт;
- Хроника